# This War of Mine

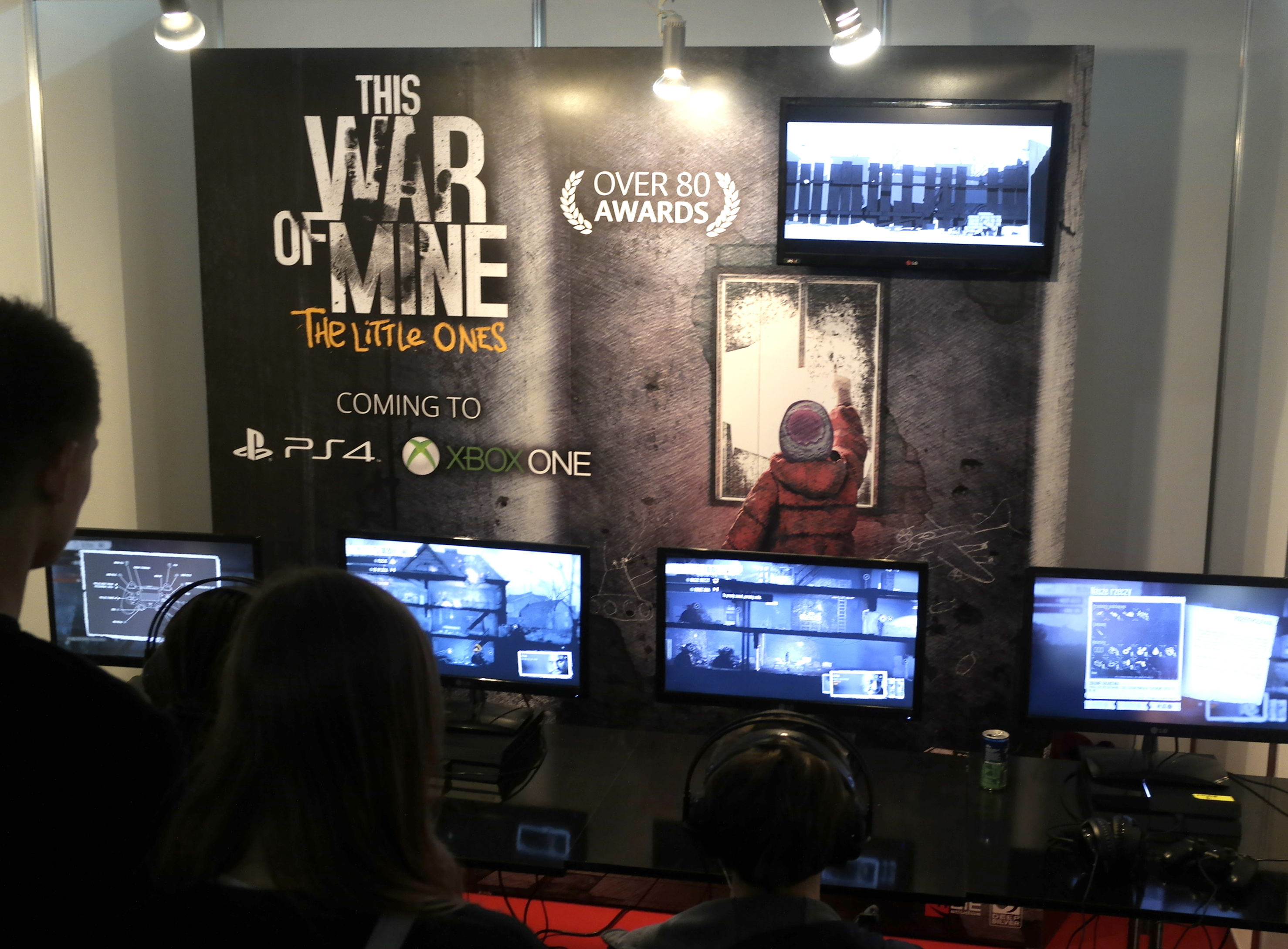
This War of Mine, Poznań Game Arena 2015

This War of Mine es un videojuego de guerra de supervivencia desarrollado por 11 bit studios. El juego, el cual fue inspirado en el Sitio de Sarajevo entre 1992 y 1996 durante la Guerra de Bosnia, difiere de la mayoría de los juegos de guerra enfocándose en la experiencia civil de la guerra en vez del combate entre soldados. This War of Mine fue lanzado para Microsoft Windows, OS X y Linux en noviembre de 2014.

## Modo de juego
This War of Mine es un juego de supervivencia estratégico donde el jugador controla a un grupo de civiles que sobreviven en un refugio improvisado en una ciudad aislada y devastada por la guerra. El objetivo principal del juego es sobrevivir a la guerra con las herramientas y materiales que el jugador puede recolectar con los personajes que controla. La mayoría de los personajes que están bajo el control del jugador no tienen antecedentes militares o algún tipo de experiencia de supervivencia, y necesitarán de la intervención constante del jugador para mantenerse vivos. Es responsabilidad del jugador cuidar de la salud, el hambre y el humor de sus personajes hasta la declaración de un alto al fuego, el cual ocurre después de un periodo aleatorio.
Durante el día, francotiradores hostiles evitarán que los sobrevivientes se aventuren afuera del refugio, ofreciéndole tiempo al jugador para crear herramientas de materiales conseguidos, negociar, mejorar el refugio, cocinar comida y curar a los sobrevivientes. Durante la noche, al jugador se le da la oportunidad de aventurarse afuera y buscar recursos valiosos en las cercanías del refugio. Durante sus excursiones, los sobrevivientes controlados por el jugador pueden encontrar sobrevivientes NPC de la guerra y pueden escoger entre ayudarles con regalos de comida o medicina, robarles o matarles. El jugador también puede construir una radio dentro del refugio, la cual proveerá información útil como advertencias del clima, noticias sobre la economía de la ciudad y sobre la guerra, que ayudarán al jugador a planear apropiadamente mejoras para el refugio y misiones de búsqueda.
El juego enfatiza en las decisiones moralmente cuestionables que tiene que tomar el jugador, poniendo énfasis en el dilema de actuar bien arriesgándose a sufrir las consecuencias.

## Desarrollo
El juego fue inspirado por las pobres condiciones de vida y las atrocidades que los civiles bosnios soportaron durante el Sitio de Sarajevo, el asedio aislado más largo en la historia desde la Segunda Guerra Mundial. Para noviembre de 2014 ya había copias piratas del juego en línea. Los desarrolladores respondieron publicando varios números de serie válidos en los comentarios y alentando a las personas a compartirlos con amigos, y a comprar el juego si su situación económica lo permitía.

## Recepción

### Crítica
This War of Mine fue bien recibido por las críticas, ganando un puntaje de 83 sobre 100 de Metacritic basado en 55 reseñas profesionales. El juego reportó haber cubierto los costes de desarrollo durante sus primeros dos días de venta. La composición musical a cargo de Piotr Musiał recibió el premio a la Mejor Música de Videojuego del año 2014 de Polonia.